# 井出猪之助
井出 猪之助（いで いのすけ、弘化3年5月17日（1846年） - 大正4年8月10日（1915年））は、日本の武士（備後福山藩士）、官吏、教育者。別名:菊池忠英。

## 経歴
江戸本郷丸山の福山藩邸内で、秋月鉄蔵の二男として生まれる。幼少から皇学、漢学、儒学を学び槍術を修業、大内無辺が開祖した無辺流槍術の印可伝授を得る。藩校「誠之館」の教授となり数学、英学等を担当。慶応2年（1866年）、旧藩主・阿部正寧の生母である井出氏の名跡をついで25俵二人扶持となる。明治元年、鳥羽・伏見の戦いに破れて大坂城を脱出し、上野寛永寺大慈院に謹慎となった徳川慶喜を護衛するために藩士と共に脱藩し、山岡鉄舟を頼って幕府精英隊に編入される。江戸開城後は福山謹慎を経て箱館戦争に福山藩軍として従軍、そのまま東京に留まり明治4年、大学南校を卒業し誠之館教授、明治5年再度上京し慶應義塾に入学し、工部省燈台掛に出仕。続いて明治6年東京師範学校（東京教育大学、筑波大学の前身）上級を金子尚政、林多一郎、天野皎らと共に卒業、大阪府尋常師範学校教師となり明治19年に府立に移管されるとともに校長。奈良師範学校長、福山高等女学校校長などを歴任。明治28年大日本教育会入会、のち帝国教育会入会。晩年広島県立福山中学校にて教鞭を取る。

## 著作
- 『小學地理問答』
- 『萬國地誌略』